# Höhlenradnetzspinnen
Die Höhlenradnetzspinnen (Meta) sind eine Gattung der Echten Webspinnen aus der Familie der Streckerspinnen (Tetragnathidae) mit weltweiter Verbreitung und umfasst 26 Arten. (Stand: Juni 2020) Die bekannteste Art ist die gelegentlich ebenfalls als Höhlenradnetzspinne bezeichnete Große Höhlenspinne (M. menardi).

## Merkmale

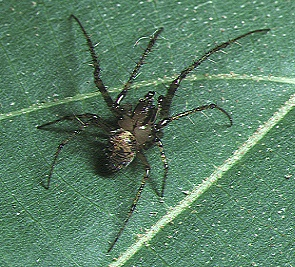
Männchen von Meta reticuloides

Die Gattung wird uneinheitlich abgegrenzt, sie wird von einigen nahe verwandten Gattungen vor allem anhand der Begattungsorgane, der Epigyne des Weibchens und des männlichen Pedipalpus differenziert. Sie umfasst mittelgroße Arten (in Europa von 8 bis 17 Millimeter Körperlänge), die Radnetze bauen, bei welchen die Nabe des kreisförmigen Netzes offen ist. Das Grundglied der Cheliceren sind bei den Höhlenradnetzspinnen (und der nahe verwandten Gattung  der Herbstspinnen (Metellina)) nicht, wie bei den anderen Arten der Familie auffallend lang und kräftig, so dass die Namenszordnung „Dickkieferspinnen“, oder wissenschaftlich Tetra-Gnathidae (also mit „vier Kiefern“) auf sie eigentlich nicht zutrifft; die Gattung wurde bis in die 1980er Jahre auch noch nicht dieser Familie zugeordnet, sondern bei den Araneidae oder in einer eigenen Familie Metidae eingeordnet. Das Labium wirkt am vorderen (distalen) Ende angeschwollen und ist hier blass gefärbt. Das Sternum (die Bauchplatte) des Vorderkörpers ist glatt, ohne Punktgruben. Der Hinterleib (Opisthosoma) ist rundlich, nicht langgestreckt wie bei der Gattung Tetragnatha. Die Beine sind im Unterschied zu den Dickkieferspinnen (Pachygnatha) deutlich und reich bestachelt. Zudem legen die Dickkieferspinnen im adulten Stadium keine Fangnetze mehr an. Die Femora (Schenkel) der Beine der Höhlenradnetzspinnen besitzen kein Trichobothrium. Von den Herbstspinnen, deren Arten im Durchschnitt etwas kleiner sind, ist die Gattung ausschließlich anhand der Begattungsorgane differenzierbar: Die Epigyne des Weibchens, das Paracymbium und der Embolus (Bestandteile des Pedipalpus) sind bei den Höhlenradnetzspinnen stärker sklerotisiert. Außerdem ist hier der Embolus nicht durch einen Konduktor verborgen, der dorsale Teil des Paracymbiums ist sehr breit und am Ende gelappt. Die Öffnung der Epigyne ist bei den Höhlenradnetzspinnen eher nach hinten, bei Metellina nach unten (ventral) gerichtet, bei Ansicht von unten ist daher bei den Höhlenradnetzspinnen die Epigyne mit breiter Grube ausgebildet, bei den Herbstspinnen mit einer Mittelplatte.

## Areal, Lebensweise und Habitat

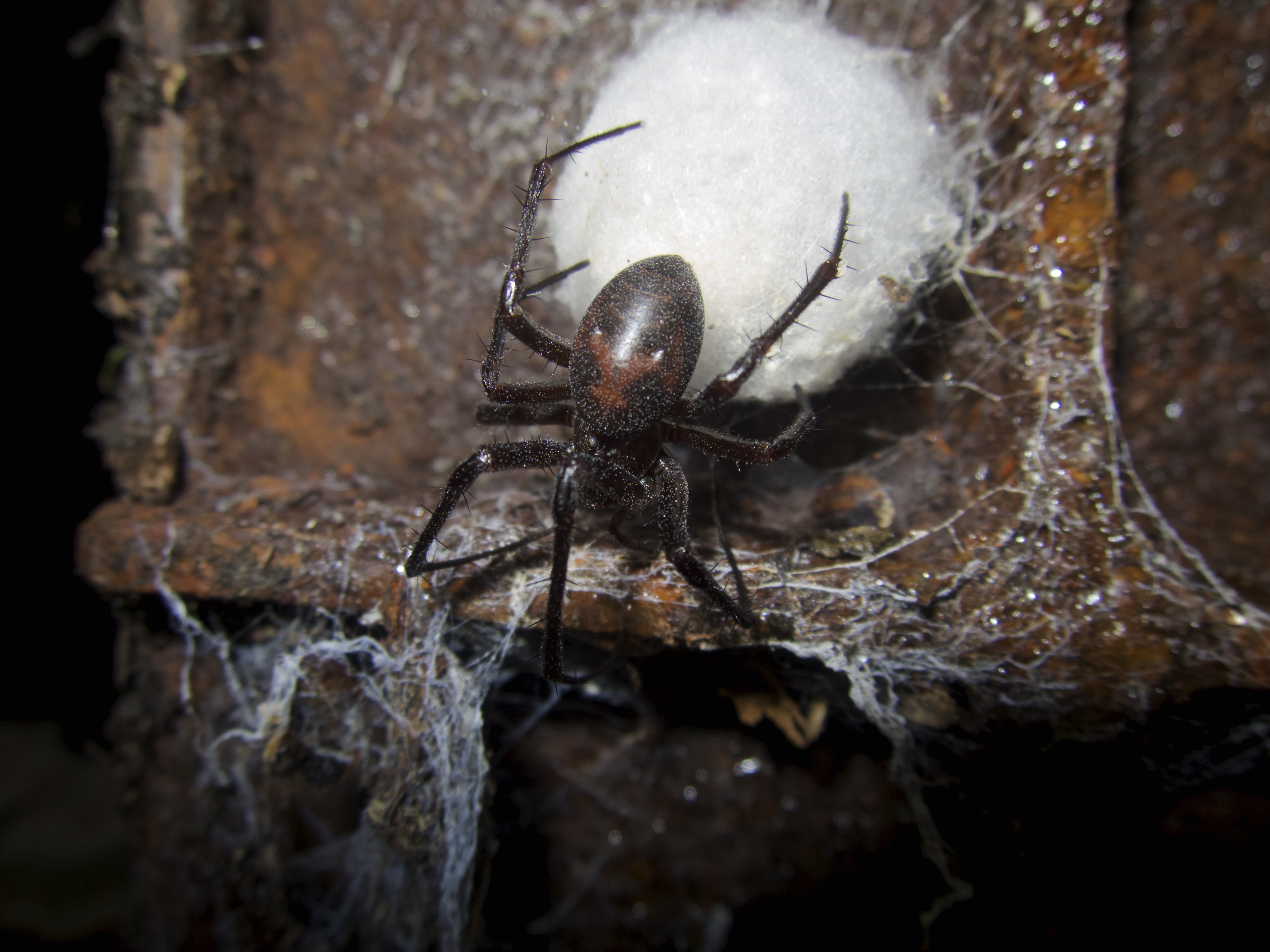
Weibchen der Südlichen Höhlenspinne (Meta bourneti) mit Eikokon

Die Gattung ist weltweit verbreitet und kommt auf allen Kontinenten mit Ausnahme der Antarktis vor. Die meisten Arten besitzen eine besondere Bindung an Höhlen als Lebensraum, sind also höhlenliebend oder troglophil; dies gilt aber nicht für alle Arten. Sie leben aber meist nicht tief im Höhleninneren, sondern eher in der Zone des Zwielichts nahe dem Höhleneingang. Von dort sind sie auch in menschengemachte Habitate wie Tunnel, Keller, Brücken u. ä. übergegangen. Sie sind Lauerjäger, die ihre Beute mit Hilfe von Radnetzen erbeuten, verlassen aber teilweise auch aktiv das Netz und jagen frei an den Höhlenwänden. Die Weibchen der europäischen Arten legen für ihre Eier einen einige Zentimeter langen rundlichen, an einem Fadenstrang aufgehängten Kokon an, der vom Weibchen bewacht wird. Die geschlüpften Jungspinnen verlassen diesen erst im Frühjahr des folgenden Jahres. Teilweise begeben sie sich zum Höhlenausgang, wo sie sich mit Hilfe eines in die Luft abgegebenen, langen Seidenfadens losfliegen („ballooning“ genannt) und so durch Fernverbreitung neue Habitate kolonisieren können. Sie erkennen diese möglicherweise an dem kühlen Luftzug aus der Öffnung heraus. Die Lebensweise der meisten außereuropäischen Arten ist unbekannt.

## Einheimische Arten
Von den 26 Arten kommen nur drei in Europa vor:
- Südliche Höhlenspinne (Meta bourneti) (Simon, 1922) – Europa bis Georgien, und Nordafrika, in Deutschland nur vereinzelt im Westen (Rheinland-Pfalz)
- Große Höhlenspinne (Meta menardi) (Latreille, 1804) – Europa bis Korea
- Meta milleri (Kratochvíl, 1942) – Balkan

## Systematik
Der World Spider Catalog listet für die Gattung Meta aktuell 26 Arten. (Stand: Juni 2020)
- Meta abdomenalis Patel & Reddy, 1993
- Meta birmanica Thorell, 1898
- Meta bourneti Simon, 1922
- Meta dolloff Levi, 1980
- Meta hamata Wang, Zhou, Irfan, Yang & Peng, 2020
- Meta japonica Tanikawa, 1993
- Meta longlingensis Wang, Zhou, Irfan, Yang & Peng, 2020
- Meta manchurica Marusik & Koponen, 1992
- Meta menardi (Latreille, 1804)
- Meta meruensis Tullgren, 1910
- Meta mixta O. Pickard-Cambridge, 1885
- Meta monogrammata Butler, 1876
- Meta montana Hogg, 1919
- Meta nebulosa Schenkel, 1936
- Meta nigridorsalis Tanikawa, 1994
- Meta obscura Kulczyński, 1899
- Meta ovalis (Gertsch, 1933)
- Meta qianshanensis Zhu & Zhu, 1983
- Meta serrana Franganillo, 1930
- Meta shenae Zhu, Song & Zhang, 2003
- Meta simlaensis Tikader, 1982
- Meta stridulans Wunderlich, 1987
- Meta tangi Wang, Zhou, Irfan, Yang & Peng, 2020
- Meta turbatrix Keyserling, 1887
- Meta yani Wang, Zhou, Irfan, Yang & Peng, 2020
- Meta yinae Wang, Zhou, Irfan, Yang & Peng, 2020

In andere Gattungen, vorwiegend in die Gattung der Herbstspinnen (Metellina), wurden zwischen 2016 und 2020 folgende Arten gestellt:
- Meta barreti Kulczyński, 1899 (siehe Gattung Metellina)
- Meta baywanga Barrion & Litsinger, 1995 (siehe Gattung Neriena)
- Meta gertschi Lessert, 1938 (siehe Gattung Metellina)
- Meta longipalpis Pavesi, 1883 (siehe Gattung Metellina)
- Meta maculata (Blackwall, 1865) (siehe Gattung Tetragnatha)
- Meta merianopsis Tullgren, 1910 (siehe Gattung Metellina)
- Meta minima Denis, 1953 (siehe Gattung Metellina)
- Meta reticuloides Yaginuma, 1958 (siehe Gattung Zhinu)
- Meta rufolineata (Urquhart, 1889) (siehe Gattung Taraire)
- Meta tiniktirika Barrion & Litsinger, 1995 (siehe Gattung Neriene)
- Meta trivittata Keyserling, 1887 (siehe Gattung Nanometa)
- Meta vacillans Butler, 1876 (siehe Gattung Tetragnatha)
- Meta villiersi Denis, 1955 (siehe Gattung Metellina)